# Списак хрватских олимпијаца
Следећи списак представља списак хрватских олимпијаца по спортовима који се такмиче на ОИ за Хрватску од 1992. За олимпијце из Хрватске који су се такмичили за време СХС, Краљевине Југославије и СФРЈ погледај Списак олимпијаца Југославије.

## Летње олимпијске игре

### Атлетика
- Франко Бакарић
- Вера Бегић
- Бојана Бјељац
- Ивана Бркљачић
- Тихомир Буињац
- Роланд Варга
- Бланка Влашић
- Дејан Војновић
- Марија Врајић
- Сања Гавриловић
- Јурица Грабушић
- Едис Елкасевић
- Синиша Ерготић
- Стевимир Ерцеговац
- Стипе Жунић
- Бранко Зорко
- Андреа Иванчевић
- Дарко Јуричић
- Сара Колак
- Славен Крајачић
- Мартин Марић
- Матеа Матошевић
- Филип Михаљевић
- Неџад Мулабеговић
- Драган Мустапић
- Иван Мустапић
- Матеа Парлов Коштро
- Кристина Перица
- Вања Перишић
- Сандра Перковић
- Елвис Першић
- Еди Понош
- Лиса Стублић
- Марија Тољ
- Нино Хабун
- Андраш Хаклић
- Иван Хорват
- Николина Хорват
- Ана Шимић

### Бициклизам
Друмски
- Кристијан Ђурасек
- Матија Квасина
- Владимир Михољевић
- Радослав Рогина
- Јосип Румац

### Бокс
- Стипе Дрвиш
- Ведран Ђипало
- Жељко Мавровић
- Лука Плантић
- Хрвоје Сеп
- Марко Томасовић
- Филип Хрговић
- Николина Чачић
- Маријо Шиволија

### Ватерполо
- Маро Балић
- Самир Бараћ
- Марко Бијач
- Ален Бошковић
- Михо Бошковић
- Лука Букић
- Перица Букић
- Иван Буљубашић
- Дамир Бурић
- Андро Бушље
- Тино Вегар
- Франо Вићан
- Горан Воларевић
- Тихомил Врањеш
- Ренато Врбичић
- Здеслав Врдољак
- Јосип Врлић
- Анте Вукичевић
- Ксавијер Гарсија
- Дамир Главан
- Никша Добуд
- Тео Ђогаш
- Иво Иваниш
- Маро Јоковић
- Вјекослав Кобешћак
- Иван Крапић
- Јошко Крековић
- Огњен Кржић
- Аљоша Кунац
- Лука Лончар
- Паво Марковић
- Иван Марцелић
- Марко Мацан
- Ловре Милош
- Петар Муслим
- Пауло Обрадовић
- Јосип Павић
- Антонио Петковић
- Данијел Премуш
- Вишеслав Сарић
- Миле Смодлака
- Сандро Сукно
- Елвис Фатовић
- Лорен Фатовић
- Никола Франковић
- Игор Хинић
- Анђело Шетка
- Дубравко Шименц
- Синиша Школеновић
- Ратко Штритоф

### Веслање
- Данијел Бајло
- Марко Бановић
- Игор Бораска
- Златко Бузина
- Марио Векић
- Бранимир Вујевић
- Дамир Вучичић
- Марко Драгичевић
- Тихомир Јарњевић
- Иван Јукић
- Анте Кушурин
- Дамир Мартин
- Оливер Мартинов
- Сеад Марушић
- Петар Милин
- Марко Периновић
- Силвијо Петришко
- Горан Пуљко
- Нинослав Сарага
- Валент Синковић
- Мартин Синковић
- Никша Скелин
- Синиша Скелин
- Томислав Смољановић
- Хрвоје Телишман
- Александар Фабјанић
- Тихомир Франковић
- Игор Францетић
- Крешимир Чуљак
- Давид Шајин

### Гимнастика
Спортска
- Алексеј Демјанов
- Ана Ђерек
- Тина Ерцег
- Тин Србић
- Филип Уде

### Дизање тегова
- Амар Мусић
- Николај Пешалов

### Једрење
- Мате Арапов
- Томислав Башић
- Иван Булаја
- Тони Булаја
- Елена Воробјева
- Бојан Грего
- Романа Жупан
- Иван Кљаковић Гашпић
- Павле Костов
- Иван Курет
- Карло Курет
- Дан Ловровић
- Марин Ловровић
- Игор Маренић
- Себастијан Микнић
- Синиша Микуличић
- Тина Михелић
- Марко Мишура
- Лука Мратовић
- Ениа Нинчевић
- Матеја Петронијевић
- Лука Раделић
- Тончи Стипановић
- Миховил Фантела
- Шиме Фантела
- Петар Цупаћ

### Кајак и кану
Дивље воде
- Андреј Глукс
- Матија Маринић
- Емир Мујчиновић
- Динко Мулић
- Стејпан Перестеги
- Данко Херцег

Мирне воде
- Анамариа Говорчиновић
- Стјепан Јанић
- Звонимир Крзнрић
- Никица Љубек
- Владо Послек
- Ванеса Тот
- Дражен Фунтак
- Емануел Хорватичек
- Иван Шабјан

### Карате
- Иван Квесић

### Коњички спорт
- Херман Вајланд
- Пепо Пуч

### Кошарка
- Владан Алановић
- Марко Араповић
- Фрањо Араповић
- Лука Бабић
- Марко Банић
- Станко Бараћ
- Миро Билан
- Бојан Богдановић
- Јосип Вранковић
- Стојко Вранковић
- Марија Врсаљко
- Алан Грегов
- Луца Иванковић
- Јелена Ивезић
- Анђа Јелавић
- Лиса Ен Карчић
- Аријан Комазец
- Филип Крушлин
- Тони Кукоч
- Давор Кус
- Ана Лелас
- Крешимир Лончар
- Мирна Мазић
- Сандра Мандир
- Давор Марцелић
- Антонија Мишура
- Вељко Мршић
- Дамир Мулаомеровић
- Арамис Наглић
- Сандро Ницевић
- Велимир Перасовић
- Дражен Петровић
- Дарко Планинић
- Зоран Планинић
- Марко Поповић
- Никола Пркачин
- Дино Рађа
- Славен Римац
- Марин Розић
- Дамјан Рудеж
- Емануела Салопек
- Крунослав Симон
- Ива Слишковић
- Рок Стипчевић
- Жан Табак
- Марко Томас
- Роко Лени Укић
- Марио Хезоња
- Данко Цвјетичанин
- Ива Циглар
- Жељко Шакић
- Дарио Шарић

### Мачевање
- Бојан Јовановић

### Одбојка
- Марија Анзуловић
- Биљана Глигоровић
- Патрициа Даничић
- Барбара Јелић
- Весна Јелић
- Гордана Јурчан
- Ана Каштелан
- Наташа Лето
- Маријана Рибичић
- Бети Римац
- Елена Чебукина
- Ингрид Шишковић

### Пливање
- Моника Бабок
- Петра Бановић
- Ненад Буљан
- Мирослав Вучетић
- Анита Галић
- Доминк Галић
- Тинка Данчевић
- Марио Делач
- Дује Драгања
- Саша Импрић
- Сања Јовановић
- Маријан Кањер
- Томислав Карло
- Гордан Кожуљ
- Ален Лончар
- Смињана Мариновић
- Никола Миљенић
- Милош Милошевић
- Иван Младина
- Ким Даниела Павлин
- Алексеј Пунински
- Ема Рајић
- Вања Рогуљ
- Никша Роки
- Матеа Самарџић
- Доминик Страга
- Марко Страхија
- Сандро Томаш
- Марио Тодоровић
- Ања Тришић
- Габријела Ујчић
- Ловренцо Франичевић
- Крешимир Чач
- Игор Чернешек
- Карла Шитић
- Маријана Шурковић

### Рвање
- Стипе Дамјановић
- Невен Жугај
- Ненад Жугај
- Божо Старчевић
- Иван Хуклек

### Рукомет
- Мирко Алиловић
- Ивано Балић
- Соња Башић
- Дамир Бичанић
- Илија Брозовић
- Денис Бунтић
- Игор Вори
- Тончи Валчић
- Љубо Вукић
- Драго Вуковић
- Анита Гаће
- Јаков Гојун
- Славко Голужа
- Јелена Грубишић
- Бруно Гудељ
- Давор Доминиковић
- Домагој Дувњак
- Маја Зебић
- Ведран Зрнић
- Владимир Јелчић
- Ивана Јелчић
- Дијана Јоветић
- Божидар Јовић
- Никша Калеб
- Игор Карачић
- Ненад Кљаић
- Крешимир Козина
- Марко Копљар
- Блаженко Лацковић
- Ивана Ловрић
- Венио Лосерт
- Марко Мамић
- Валтер Матошевић
- Петар Метличић
- Зоран Микулић
- Весна Милановић-Литре
- Алваро Начиновић
- Иван Нинчевић
- Андреа Пенезић
- Горан Перковац
- Иван Пешић
- Изток Пуц
- Никица Пушић-Корољевић
- Златко Сарачевић
- Иван Слишковић
- Ирфан Смајлагић
- Иван Стевановић
- Лука Степанчић
- Ренато Сулић
- Миранда Татари
- Патрик Ћавар
- Кристина Франић
- Валнер Франковић
- Златко Хорват
- Лидија Хорват
- Иван Чупић
- Мирза Џомба
- Андреа Шерић
- Владо Шола
- Денис Шпољарић
- Горан Шпрем
- Мануел Штрлек
- Владимир Шустер

### Скокови у воду
- Марцела Марић

### Стони тенис
- Елдијана Агановић
- Дамир Атиковић
- Андреа Бакула
- Тамара Борош
- Корленлија Вајда-Молнар
- Андреј Гаћина
- Тан Жуејву
- Тјен Јуен
- Фране Томислав Којић
- Сандра Паовић
- Зоран Приморац
- Томислав Пуцар
- Драгутин Шурбек

### Стрељаштво
- Жељко Вадић
- Антон Гласновић
- Јосип Гласновић
- Петар Горша
- Валентина Густин
- Бојан Ђурковић
- Младенка Маленица
- Миран Маричић
- Марија Маровић
- Сњежана Пејчић
- Тања Перец
- Мирела Скоко
- Сузана Скоко
- Јасмина Францки
- Сузана Цимбал Шпиреља
- Ђовани Черногорац
- Роман Шпиреља

### Теквондо
- Наташа Везмар
- Филип Гргић
- Ана Заниновић
- Луција Заниновић
- Мартина Зубчић
- Матеа Јелић
- Тони Канает
- Кристина Томић
- Иван Шапина
- Сандра Шарић

### Тенис
- Марио Анчић
- Дона Векић
- Иван Додиг
- Марин Драгања
- Горан Иванишевић
- Дарија Јурак
- Иво Карловић
- Ана Коњух
- Јелена Костанић
- Иван Љубичић
- Ива Мајоли
- Никола Мектић
- Маја Мурић
- Мате Павић
- Горан Прпић
- Силвија Талаја
- Борна Ћорић
- Саша Хиршзон
- Марин Чилић
- Каролина Шпрем

### Џудо
- Ивана Маранић
- Томислав Маријановић
- Барбара Матић
- Маријана Мишковић
- Карла Продан

## Зимске олимпијске игре

### Алпско скијање
- Себастиан Бриговић
- Матеј Видовић
- Ренато Гашпар
- Натко Зрнчић-Дим
- Филип Зубчић
- Ана Јелушић
- Елиас Колега
- Самуел Колега
- Андреа Комшић
- Ивица Костелић
- Јаница Костелић
- Томас Ледлер
- Зринка Љутић
- Данко Маринели
- Софија Новоселић
- Иван Оливари
- Ведран Павлек
- Теа Палић
- Леона Поповић
- Иван Раткић
- Исток Родеш
- Матеа Ферк
- Ника Флајс
- Далибор Шамшал
- Тин Широки
- Ида Штимац

### Биатлон
- Жарко Гаљанић
- Петра Старчевић
- Андријана Стипаничић-Мрвељ
- Јаков Фак

### Боб
- Игор Бораска
- Дејан Војновић
- Јурица Грабушић
- Антонио Зелић
- Ники Дрпић
- Ђулијано Колундра
- Славен Крајачић
- Борис Ловрић
- Игор Марић
- Мате Мезулић
- Бенедикт Никпаљ
- Алек Османовић
- Дражен Силић
- Андраш Хаклић
- Иван Шола

### Брзо клизање на кратким стазама
- Валентина Ашчић

### Санкање
- Дариа Обратов

### Скелетон
- Никола Нимац

### Скијашко трчање
- Ален Абрамовић
- Нина Брознић
- Андреј Бурић
- Синиша Вуконић
- Еди Дадић
- Дамир Јурчевић
- Маја Кезеле
- Денис Клобучар
- Ведрана Малец
- Антонио Рачки
- Габријела Скендер
- Марко Скендер
- Тена Хаџић
- Крешимир Црнковић

### Сноубординг
- Леа Југовац
- Морена Макар

### Уметничко клизање
- Ивана Јакупчевић
- Идора Хегел
- Жељка Чижмешија
- Томислав Чижмешија

## Остало
- Теквондо је на Олимпијским  играма 1992. био демонстративни спорт. Хрватску су представљали Драган Јуриљ и Миет Филиповић.